# 광기의 역사
《광기의 역사》(Folie et Déraison: Histoire de la folie à l'âge classique,)은 미셸 푸코가 중세부터 18세기 말까지 유럽의 법률, 정치, 철학, 의학에서의 광기의 의미의 진화에 대한 조사한 책이자, 역사 개념과 사적 방법에 대한 비판이다.
비록 사회로부터 광인을 타자화한 역사에서 사회 구조의 영향을 설명하기 위하여 현상학의 용어를 사용했으나, 《광기의 역사》는 푸코의 현상학으로부터 구조주의와 같은 것으로 철학적 진보이다.

## 같이 보기
- 반정신의학